# Thomas Dorner
Thomas Dorner (* 22. Juli 1998) ist ein österreichischer Fußballspieler und ehemaliger Skirennläufer. In seiner Karriere als Skirennläufer trat er in den technischen Disziplinen Riesenslalom und Slalom sowie bei Parallelbewerben an und absolvierte 10 Weltcuprennen.

## Karriere als Skirennläufer
Dorner feierte sein internationales Renndebüt am 6. August 2014 bei den FIS-Rennen am Mount Buller. Bis 2018 bestritt er hauptsächlich FIS-Rennen, ehe er am 21. August 2018 sein Debüt beim Australian New Zealand Cup gab, wobei er mit Platz 11 auf Anhieb Punkte gewann. Bei seinen ersten Juniorenweltmeisterschaft in Davos erreichte Dorner jedoch bei keinem Start das Ziel. Sein Europacupdebüt feierte Dorner am 29. November 2018 in Levi, die ersten Punkte bekam er am 4. Dezember desselben Jahres. Auch seine zweiten Juniorenweltmeisterschaften verliefen erfolglos, erneut kam er in beiden Rennen nicht in die Wertung. Zu Ende der Saison 2018/19 gewann Dorner die Silbermedaille bei den Staatsmeisterschaften in Saalbach-Hinterglemm. Den ersten Podestplatz im Europacup konnte er in der darauffolgenden Saison feiern, beim Parallelrennen von Kronplatz wurde er Dritter. Sein Weltcupdebüt gab er am 2. Februar 2020 im Riesentorlauf von Garmisch-Partenkirchen. Am 14. November 2021 gewann Dorner seine ersten und einzigen Weltcuppunkte. Er belegte Rang 25 beim Parallelrennen von Zürs. Sein letztes Weltcuprennen bestritt er zu Beginn der Weltcupsaison 2022/23 mit dem Riesentorlauf in Sölden. Am 5. Jänner 2023 beendete er seine Karriere als Skirennläufer.

## Karriere als Fußballspieler
Dorner war bereits seit seiner Kindheit als Fußballspieler aktiv, und zwar beim FC Andelsbuch. In der Saison 2013/14 gab er sein Debüt in der Vorarlbergliga. Seit 2023 steht er als Mittelfeld-Spieler beim FC Bizau unter Vertrag. Bei seinem ersten Spiel in der Vorarlbergliga traf er gegen den SC Fußach zur zwischenzeitlichen 2:0-Führung, Bizau gewann schlussendlich mit 5:1.

## Privates
Thomas Dorner stammt aus Andelsbuch im Bregenzerwald. Sein Bruder Clemens Dorner war ebenfalls als Skirennläufer aktiv.

## Erfolge Ski Alpin

### Weltcup
- 1 Platzierung unter den besten 30

### Europacup
- 4 Platzierungen unter den besten 10, davon 2 Podestplätze

### Australian New Zealand Cup
- 4 Platzierungen unter den besten 30

### Juniorenweltmeisterschaften
- Davos 2018: DNF1 Riesenslalom, DNF1 Slalom
- Fassatal 2019: DNF1 Riesenslalom, DNF2 Slalom

### Sonstige
- 6 Siege bei FIS-Rennen
- Vizestaatsmeister im Slalom 2019 und 2020